# Motín del HMS Bounty

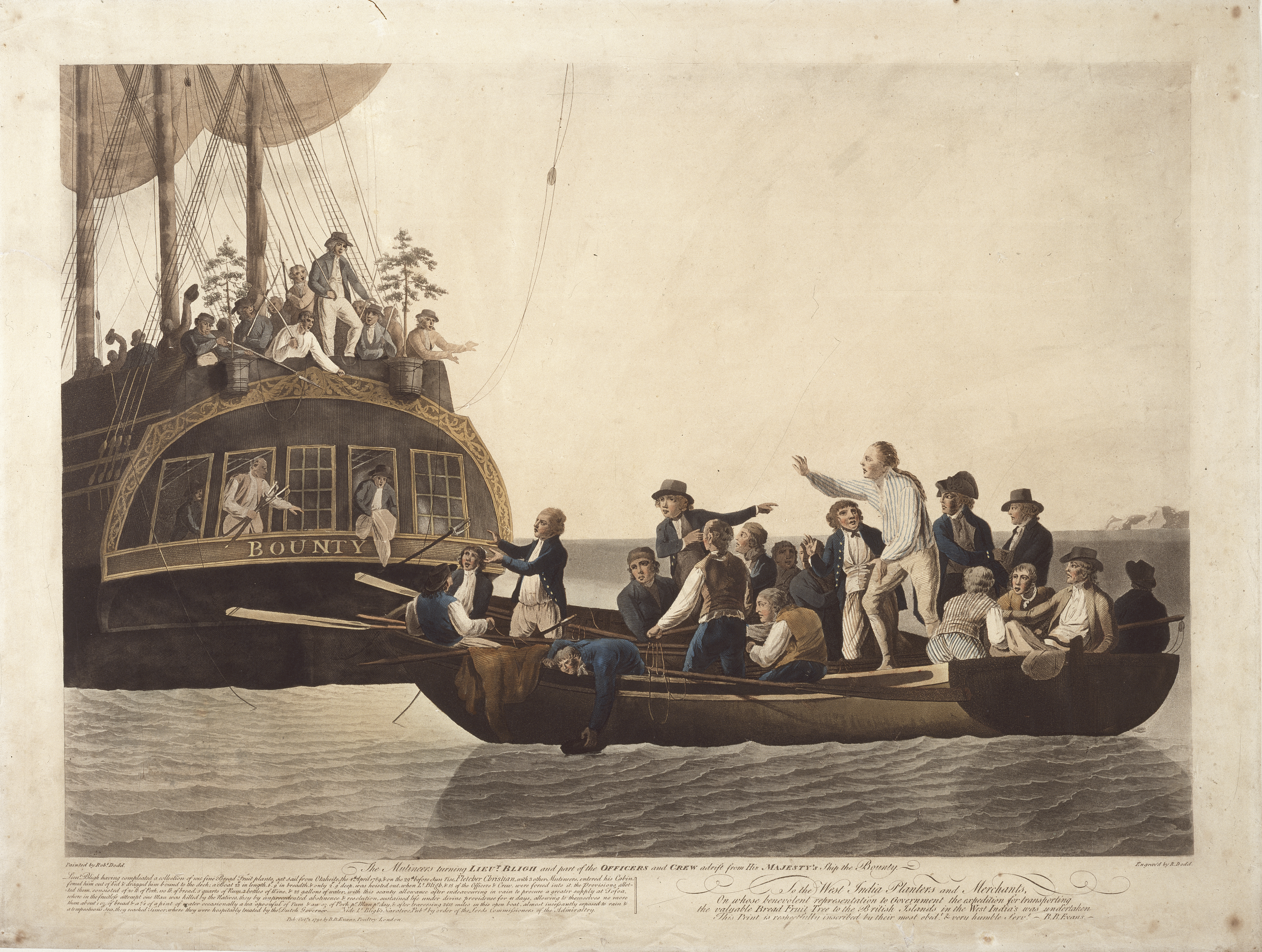
Fletcher Christian y los amotinados dejan al teniente William Bligh y a otros marineros a la deriva en el mar. Pintura de Robert Dodd en 1790, en el Museo Marítimo Nacional del Reino Unido.

El motín a bordo del navío HMS Bounty de la Marina Real británica tuvo lugar el 28 de abril de 1789 en medio del océano Pacífico. Un grupo de tripulantes insatisfechos, liderados por el ayudante de maestre Fletcher Christian, tomó el control de la embarcación de manos de su capitán, el teniente William Bligh, a quien dejaron a la deriva a bordo de un bote con pocas provisiones junto con otros dieciocho marineros leales. Los amotinados se establecieron en Tahití o en las islas Pitcairn, mientras que Bligh conseguía realizar un viaje de más de 6500 km hasta encontrar tierra, comenzando entonces un proceso para que los amotinados comparecieran ante la justicia.
El Bounty había dejado Gran Bretaña en 1787 para recoger y transportar árboles del pan desde Tahití hasta las Indias Occidentales. La disciplina entre los hombres se deterioró tras cinco meses de descanso pasados en Tahití, periodo en el que muchos marineros vivieron en tierra y entablaron relaciones con mujeres nativas. La relación de Bligh con su tripulación fue empeorando a medida que este imponía castigos cada vez más severos y aumentaba sus críticas y abusos, teniendo a Christian como blanco frecuente. Este terminó por organizar con éxito un motín contra el capitán unas tres semanas después de que el navío dejase Tahití.
Bligh logró regresar a Gran Bretaña en abril de 1790, y el Almirantazgo británico envió al HMS Pandora para prender a los amotinados. Catorce fueron capturados en Tahití y aprisionados en el navío, que entonces procedió a buscar (sin éxito) a Christian y al resto de los hombres que se habían escondido en las Pitcairn. El Pandora encalló en la Gran Barrera de Coral en el camino de vuelta, perdiendo a 31 tripulantes y cuatro prisioneros del Bounty. Los diez restantes llegaron a Gran Bretaña en junio de 1792 y fueron juzgados en un consejo de guerra; cuatro fueron absueltos, tres indultados y tres ahorcados.
El grupo de Christian permaneció sin ser descubierto hasta 1808, fecha en que solo uno de los amotinados, John Adams, seguía vivo. Casi todos los demás hombres, incluido Christian, se habían matado entre ellos o habían muerto a manos de los rehenes polinesios. No se tomó ninguna acción contra Adams. Los descendientes de los amotinados con sus consortes tahitianas viven hoy en las Pitcairn. La percepción que acabó calando en el imaginario popular fue la de Bligh como un tirano y Christian como una víctima trágica de las circunstancias, percepción registrada en varias películas sobre los eventos. Sin embargo, historiadores de los siglos XX y XXI están reflejando una imagen más empática de Bligh.

## Antecedentes

### Navío y misión

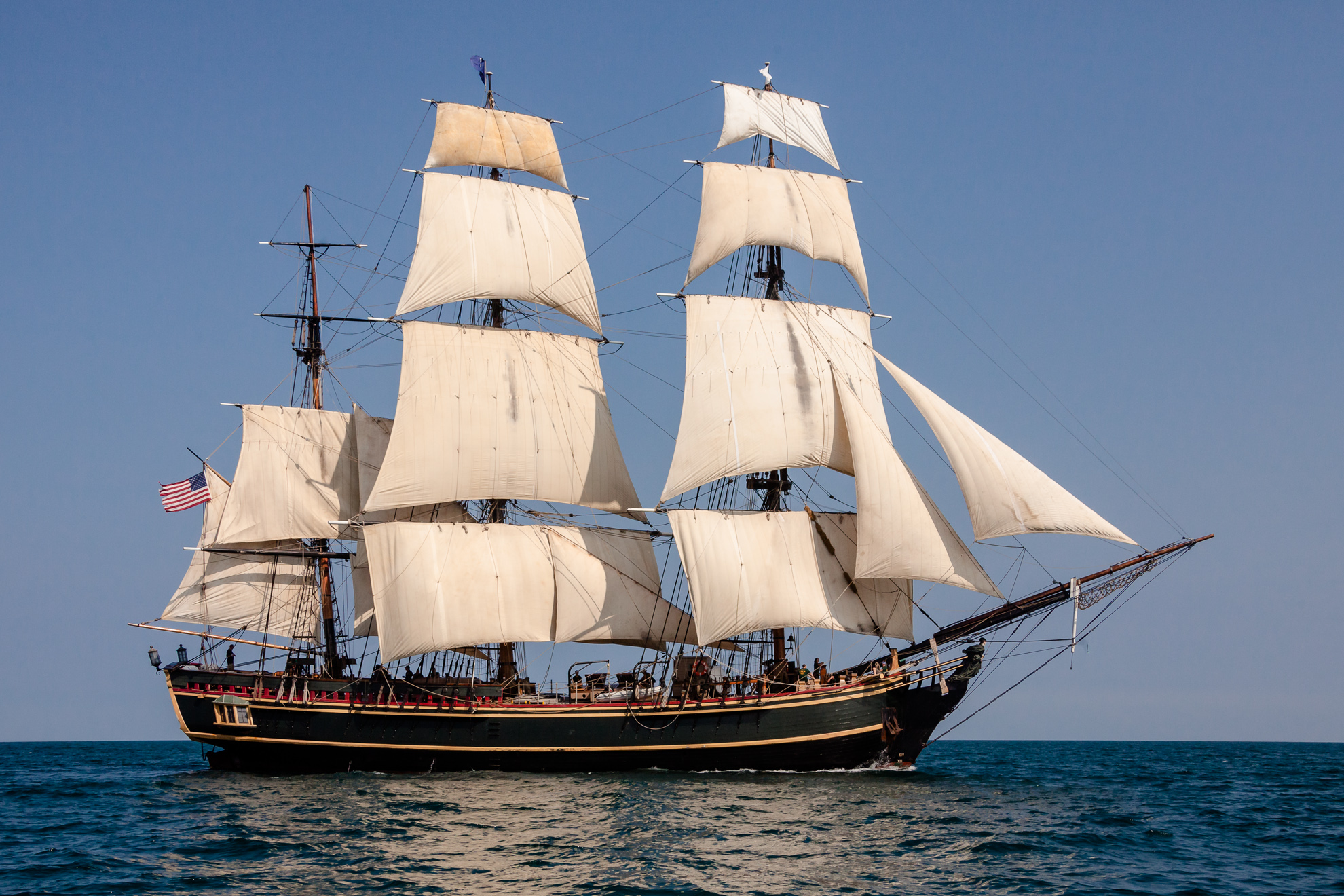
Reconstrucción de 1960 del Bounty

El Bounty fue construido en 1784 en el astillero de la familia Blaydes en Kingston upon Hull, Yorkshire, como navío carbonero, originalmente llamado Bethia. Fue rebautizado en mayo de 1787 tras ser comprado por 1950 libras esterlinas por la Marina Real Británica. Tenía tres mástiles, 28 m de eslora por 7,6 m de manga y una capacidad de carga de 230 t. Su armamento consistía en cuatro cañones cortos y diez pequeños cañones giratorios, complementados por pequeñas armas como mosquetes. El Almirantazgo británico lo clasificó como cúter, la categoría más pequeña de navío de guerra; así, el mando de la nave correspondía a un teniente en vez de a un capitán, y este sería el único oficial a bordo. Su clasificación como cúter tampoco garantizaba que se le asignase el destacamento usual de Royal Marines, que los comandantes empleaban para reforzar su autoridad.
El Bounty fue adquirido para transportar árboles del pan de Tahití (entonces llamada «Otaheite»), una isla polinesia en el sur del océano Pacífico, hasta las colonias británicas en las Indias Occidentales. La expedición fue patrocinada por la Royal Society y organizada por su presidente, Joseph Banks, que compartía la visión de los dueños de plantaciones caribeños de que los árboles del pan podrían ser cultivados allá y servir como comida barata para los esclavos. Banks supervisó la reforma del Bounty realizada en el astillero de Deptford, en el río Támesis. El gran camarote, normalmente los aposentos del capitán, fue convertido en un invernadero para más de mil árboles del pan, con ventanas acristaladas, claraboyas, un suelo cubierto de plomo y un sistema de drenaje para impedir el desperdicio de agua dulce. La reducción espacial que supusieron estos arreglos en un navío pequeño significó que la tripulación se viera aglomerada durante todo el viaje.

### William Bligh

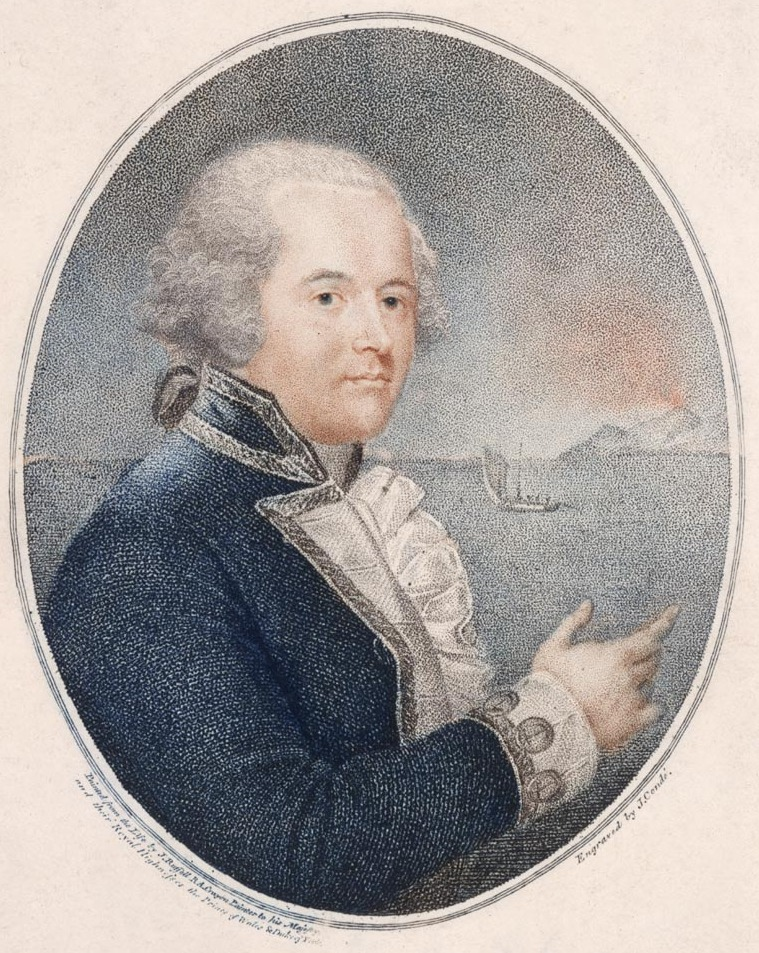
Bligh por J. Ruffell c. 1792, en el Museo Marítimo Nacional.

El mando de la expedición fue entregado con la aprobación de Banks al teniente William Bligh, cuyas experiencias anteriores incluían el tercer y último viaje de James Cook entre 1776 y 1780, en el que sirvió como piloto a bordo del HMS Resolution. Bligh había nacido en 1754 en la ciudad de Plymouth, Devon, y provenía de una familia con tradición militar y naval. Su nombramiento para el viaje de Cook a los veintiún años de edad fue considerado un honor, aunque Bligh pensaba que su contribución no se había reconocido apropiadamente en el relato oficial de la expedición. El tamaño de la marina británica se vio reducido tras el fin de la Guerra de Independencia de los Estados Unidos en 1783, y Bligh quedó en tierra y reducido a media paga.
Bligh pasó por un periodo de ociosidad hasta que consiguió trabajo temporal en la marina mercante; en 1785 mandaba el Britannia, buque mercante propiedad del tío de su esposa Duncan Campbell. Asumió el 16 de agosto de 1787 el nombramiento de capitán del Bounty, aunque ello conllevó un considerable coste financiero: su paga de cuatro chelines por día (un total de setenta libras al año) contrastaba con las quinientas libras anuales que había recibido como capitán del Britannia. También tuvo que asumir la posición de comisario del Bounty a causa del limitado número de suboficiales del barco. Sus órdenes para el viaje dictaban que Bligh debería alcanzar el Pacífico a través del cabo de Hornos, recolectar los árboles del pan, navegar hacia el oeste en dirección al estrecho de Endeavour y cruzar los océanos Índico y Atlántico hasta las Indias Occidentales. El Bounty así completaría una circunnavegación.

### Tripulación
| Nombre                         | Rango o función             |
| ------------------------------ | --------------------------- |
| William Bligh                  | Teniente, capitán del barco |
| John Fryer                     | Suboficial: maestre         |
| William Cole                   | Suboficial: contramaestre   |
| William Peckover               | Suboficial: artillero       |
| William Purcell                | Suboficial: carpintero      |
| Thomas Huggan                  | Cirujano                    |
| Fletcher Christian             | Ayudante de maestre         |
| William Elphinstone            | Ayudante de maestre         |
| Thomas Ledward                 | Ayudante de cirujano        |
| John Hallett                   | Guardiamarina               |
| Thomas Hayward                 | Guardiamarina               |
| Peter Heywood                  | Guardiamarina honorario     |
| George Stewart                 | Guardiamarina honorario     |
| Robert Tinkler                 | Guardiamarina honorario     |
| Edward «Ned» Young             | Guardiamarina honorario     |
| David Nelson                   | Botánico (civil)            |
| William Brown                  | Jardinero asistente (civil) |
| Peter Linkletter               | Intendente                  |
| John Norton                    | Intendente                  |
| George Simpson                 | Ayudante de intendente      |
| James Morrison                 | Ayudante de contramaestre   |
| John Mills                     | Ayudante de artillero       |
| Charles Norman                 | Ayudante de carpintero      |
| Thomas McIntosh                | Ayudante de carpintero      |
| Lawrence Lebogue               | Fabricante de velas         |
| Charles Churchill              | Maestro de armas            |
| Joseph Coleman                 | Armero                      |
| John Samuel                    | Empleado del capitán        |
| John Smith                     | Criado del capitán          |
| Henry Hillbrant                | Tonelero                    |
| Thomas Hall                    | Cocinero                    |
| Robert Lamb                    | Carnicero                   |
| William Muspratt               | Cocinero asistente          |
| Thomas Burkett                 | Marinero apto               |
| Michael Byrne (o «Byrn»)       | Marinero apto – músico      |
| Thomas Ellison                 | Marinero apto               |
| William McCoy (o «McKoy»)      | Marinero apto               |
| Isaac Martin                   | Marinero apto               |
| John Millward                  | Marinero apto               |
| Matthew Quintal                | Marinero apto               |
| Richard Skinner                | Marinero apto               |
| John Adams («Alexander Smith») | Marinero apto               |
| John Sumner                    | Marinero apto               |
| Matthew Thompson               | Marinero apto               |
| James Valentine                | Marinero apto               |
| John Williams                  | Marinero apto               |

La tripulación del Bounty consistía en cuarenta y seis hombres, de los cuales cuarenta y cuatro eran marineros de la Marina Real y dos eran botánicos civiles. Directamente por debajo de Bligh estaban sus suboficiales, nombrados por el Consejo de la Marina y dirigidos por el maestre de navegación John Fryer. Los otros subtenientes eran el contramaestre, el cirujano, el carpintero y el artillero. Fueron añadidos varios aspirantes honorarios —llamados «jóvenes caballeros», eran aspirantes a oficiales navales— para los dos asistentes de maestre y los dos aspirantes de marina. Esos fueron registrados en el navío como marineros aptos, sin embargo, fueron alojados con los aspirantes y tratados de la misma manera que ellos.
La mayor parte de la tripulación del Bounty fue escogida por Bligh o recomendada para él por patrones influyentes. William Peckover, el artillero, y Joseph Coleman, el armero, habían servido con el teniente en el HMS Resolution; varios otros habían navegado bajo las órdenes de Bligh más recientemente en el Britannia. Entre ellos estaba Fletcher Christian, entonces con 23 años, que venía de una rica familia de Cumberland. Christian había escogido una vida en el mar en lugar de la carrera jurídica deseada por sus padres. Los dos hombres ya habían viajado juntos en dos ocasiones hacia las Indias Occidentales, estableciendo una relación maestre–pupilo en la que Christian acabó haciéndose un navegante cualificado. Christian, como uno de los «jóvenes caballeros», estaba dispuesto a servir en el Bounty sin paga; Bligh aun así le confirió una litera de asistente de maestre. Entre otros jóvenes caballeros recomendados se incluía Peter Heywood, de quince años de edad, que había dejado la escuela un año antes para servir en el HMS Powerful, un navío de entrenamiento en Plymouth. Su recomendación vino de Richard Betham, un amigo de la familia Heywood y suegro de Bligh.
Banks fue quien escogió a los dos botánicos, o «jardineros». El botánico jefe era David Nelson, un veterano de la tercera expedición de Cook que ya había ido a Tahití y aprendido un poco de la lengua nativa. Su asistente era William Brown, un antiguo aspirante de marina que ya había participado en batallas contra los franceses. Banks también ayudó a conseguir acomodo de aspirante de marina para dos de sus protegidos: Thomas Hayward y John Hallett. La tripulación del Bounty era relativamente joven, con la mayoría teniendo menos de treinta años de edad; Bligh tenía 33 años en la época de la partida. Entre los tripulantes de más edad estaban Peckover con 39 años, que viajó en las tres expediciones de Cook, y Lawrence Lebogue, un año mayor y que sirvió como fabricante de velas del Britannia. Los más jóvenes a bordo eran Hallett y Heywood, ambos con quince años cuando dejaron Gran Bretaña.
El espacio habitable del navío se organizaba a partir del rango. Bligh, tras haber cedido el gran camarote, ocupaba aposentos particulares en el lado de estribor con un comedor adyacente, con Fryer ocupando un camarote en el lado opuesto. El cirujano Thomas Huggan, los otros subtenientes y Nelson tenían minúsculos aposentos en la cubierta inferior, mientras que los asistentes de maestre, aspirantes de marina y los jóvenes caballeros compartían todos juntos un área tras el comedor del comandante (el puente de mando); tenían permiso de usar el alcázar como oficiales subalternos. Los restantes tenían aposentos en el castillo de proa, un área sin ventanas ni ventilación que medía 11 m de largo por 6,7 m de ancho y 1,7 m de alto.

## Expedición

### Hacia el cabo de Hornos
El Bounty zarpó de Deptford rumbo a Spithead, en el canal de la Mancha, el 15 de octubre de 1787, aguardando nuevas órdenes. El mal tiempo aplazó la llegada a Spithead hasta el 4 de noviembre. Bligh estaba ansioso por partir inmediatamente y llegar al cabo de Hornos antes del final del verano en el hemisferio sur. Sin embargo, el Almirantazgo no le concedió prioridad y aplazó tres semanas más la emisión de las órdenes. El Bounty finalmente zarpó el 28 de noviembre, pero, debido a los vientos contrarios, no consiguió dejar Spithead hasta el 23 de diciembre. Con serias dudas acerca de las perspectivas de cruzar por el cabo de Hornos, Bligh recibió permiso del Almirantazgo para usar, si fuera necesario, una ruta alternativa hasta Tahití pasando por el cabo de Buena Esperanza.
Bligh introdujo la rígida disciplina de Cook sobre la higiene y la dieta una vez el navío entró en alta mar. Según el historiador Sam McKinney, Bligh aplicó esas reglas «con celo fanático, agitándose y enfureciéndose continuamente sobre la limpieza del navío y la comida servida a la tripulación». Sustituyó el tradicional sistema de la marina de alternar cuatro horas de servicio con cuatro horas de descanso con uno nuevo, en que cada cuatro horas de servicio eran seguidas por ocho horas de descanso. Bligh organizó sesiones regulares de música y baile para que la tripulación se ejercitase y se entretuviese. Sus despachos con Banks y Campbell indicaban satisfacción; en ninguna ocasión tuvo que aplicar castigos porque, como escribió: «Tanto los hombres como los oficiales son dóciles y bien dispuestos, con alegría y satisfacción en el semblante de cada uno». Lo único adverso hasta aquel momento era la conducta del cirujano Thomas Huggan, que se mostró como un indolente borracho antihigiénico.
Bligh desde el inicio estableció una calurosa relación con Christian, confiriéndole una posición que le convertía en segundo en el mando del navío en lugar de Fryer. Bligh formalizó esa posición el 2 de marzo de 1788 al nombrar a Christian para la posición de teniente interino. Las relaciones de Fryer con Bligh empeoraron bastante desde ese momento, a pesar de que mostró pocas señales de resentimiento. Una semana después del ascenso, Fryer insistió en la aplicación de un castigo al marinero Matthew Quintal, quien recibió doce latigazos por «insolencia y comportamiento amotinado», lo que frustró las esperanzas de Bligh de un viaje sin castigos.
Un vendaval fuerte y gran oleaje se levantaron el 2 de abril mientras el Bounty se aproximaba del cabo de Hornos, dando comienzo a un periodo de tempestades que Bligh registró indicando que «excedió lo que yo hubiera encontrado antes... con borrascas fuertes de granizo y hielo». Los vientos hicieron al navío retroceder; el 3 de abril estaba más al norte de lo que había estado una semana antes. Bligh intentó forzar el avance del Bounty repetidas veces y en todas ellas fracasó. Así pues, informó a su exhausta tripulación el 17 de abril de que el mar los había vencido y partirían para el cabo de Buena Esperanza, noticia que fue recibida con «gran alegría por todas las personas que se encontraban a bordo», como el propio teniente recogió.

### Del cabo de Buena Esperanza al Pacífico
El Bounty fondeó en la bahía Falsa el 24 de mayo de 1788, al este del cabo de Buena Esperanza, donde pasó cinco semanas realizando reparaciones y reaprovisionándose. Las cartas que Bligh enviaba a Gran Bretaña hacían hincapié en cuán en forma estaban él y su tripulación en comparación con las de otros navíos, expresando esperanzas de un reconocimiento posterior al final del viaje. Prestó dinero a Christian en algún momento de la estancia, un gesto que el historiador Greg Dening sugiere que pudo haber mancillado la relación de los dos al transformarse en una fuente de ansiedad y hasta de resentimiento por parte de Christian. La historiadora Caroline Alexander describió el préstamo como «un significativo gesto de amistad», del que Bligh se aseguró que Christian jamás se olvidase.
El navío zarpó de la bahía Falsa el 1 de julio y penetró en el océano Índico para comenzar la larga travesía hasta el próximo puerto, Adventure Bay, en Tasmania. En el camino pasaron por la remota isla de San Pablo, una pequeña isla deshabitada de la que Bligh sabía que tenía manantiales de agua dulce y termales por relatos de navegaciones anteriores, pero no intentó atracar en ella. El tiempo era frío e invernal, condiciones análogas a las del cabo de Hornos, y era difícil realizar observaciones de navegación. Sin embargo, Bligh fue lo bastante hábil para conseguir avistar el 19 de agosto la roca de Mewstone, al suroeste de Tasmania, y alcanzó Adventure Bay dos días después.

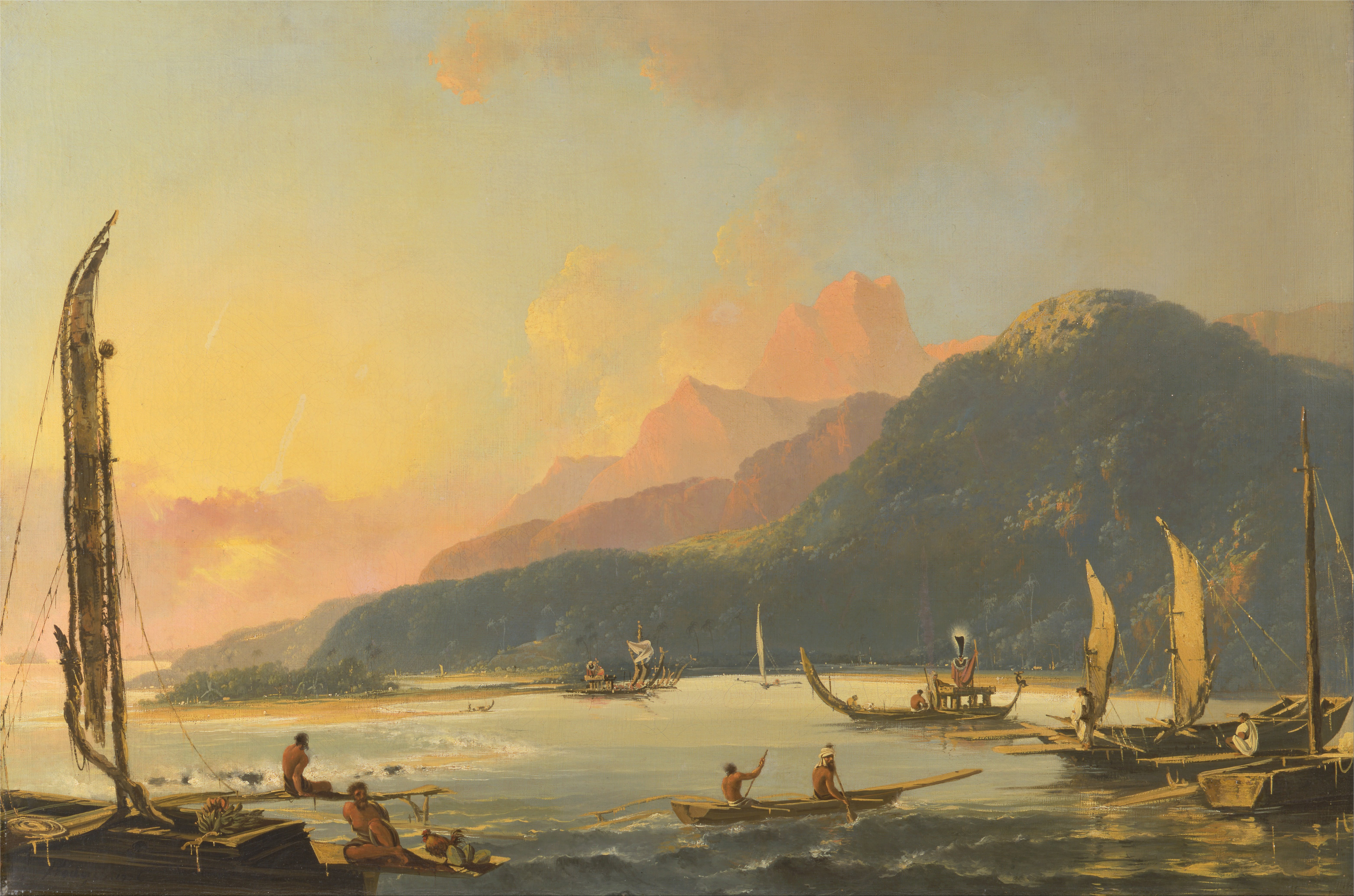
Bahía Matavai, Tahití, en 1776 por William Hodges.

La tripulación del Bounty pasó parte de su tiempo en Adventure Bay recuperándose, pescando, reaprovisionándose y talando árboles. Hubo encuentros pacíficos con la población nativa. La primera señal de discordia entre Bligh y sus oficiales surgió cuando el capitán intercambió palabras acaloradas con el carpintero William Purcell a causa de los métodos usados por el segundo en el corte de la madera. Bligh ordenó que Purcell volviera al navío y cuando el carpintero mantuvo su posición, Bligh le retiró sus raciones, algo que «le volvió razonable inmediatamente» según el relato de Bligh.
Más discordias ocurrieron durante la última parte del viaje hasta Tahití. Fryer rechazó el 9 de octubre firmar los libros de contabilidad del navío a menos que Bligh le diese un certificado avalando su buen desempeño durante el viaje. Bligh no transigió con la coacción; reunió a la tripulación y leyó los Articles of War, momento en que Fryer cedió. También hubo problemas con Huggan, cuya sangría descuidada del marinero James Valentine en el tratamiento de asma le causó la muerte por bacteriemia. El cirujano indicó a Bligh que Valentine había muerto de escorbuto para encubrir su error, lo que llevó a Bligh a aplicar sus propios remedios medicinales y dietéticos a toda la tripulación para prevenir esa enfermedad. Por aquel entonces, Huggan estaba casi incapacitado por la bebida, circunstancia a la que Bligh puso fin incautándose del alcohol de a bordo. El cirujano volvió al servicio; examinó a todos los tripulantes del Bounty antes de llegar a Tahití en busca de señales de enfermedades venéreas, sin encontrar ninguna. El navío arribó a la bahía Matavai en Tahití el 26 de octubre de 1788, completando así el viaje de 50 163 km.

### Tahití

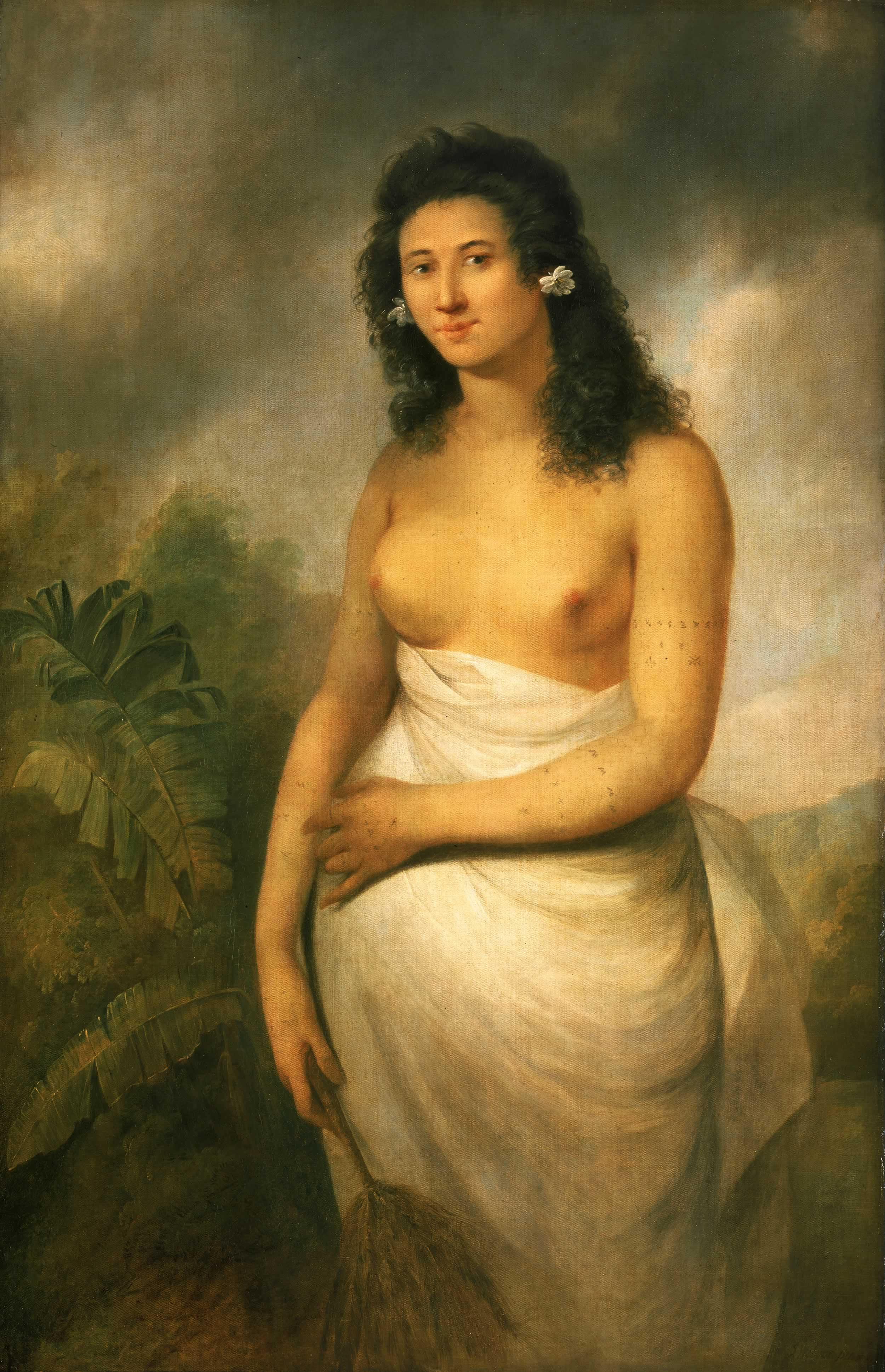
Una mujer polinesia en 1777, por John Webber.

La primera acción de Bligh al llegar a la isla fue garantizar la cooperación de los caciques locales. El jefe supremo, Tynah, se acordaba de Bligh por el viaje de Cook acontecido quince años antes, y lo recibió calurosamente. El teniente entregó presentes al jefe y le informó de que su «rey Jorge» solamente quería árboles del pan a cambio. Los nativos aceptaron satisfechos aquella sencilla petición. Bligh designó a Christian para dirigir un equipo en tierra encargado de construir un recinto donde pudieran cultivarse las plantas.
Los deberes de la tripulación del Bounty eran leves tanto en tierra como a bordo durante la estancia de cinco meses en Tahití. Muchos llevaron vidas promiscuas con las mujeres nativas —en total dieciocho hombres, incluido Christian, recibieron tratamiento por infecciones venéreas—, mientras que otros tenían compañeras estables. Christian acabó entablando una relación estrecha con una mujer polinesia llamada Mauatua, a la que él llamaba «Isabella», nombre de un antiguo amor suyo en Cumberland. Bligh permaneció casto; toleraba las actividades de sus hombres, sin sorprenderse por que cayeran en la tentación cuando «las seducciones de la disipación son superiores a cualquier cosa que pueda concebirse». Bligh aun así esperaba que los tripulantes cumplieran eficientemente sus deberes, disgustándose al descubrir el aumento de casos de negligencia e indolencia por parte de sus oficiales. Escribió furioso: «Yo creo que nunca hubo navío con suboficiales tan negligentes e inútiles como este».
Huggan murió el 10 de diciembre. Bligh atribuyó eso a «los efectos de la embriaguez y la indolencia ... nunca se le pudo convencer para dar media docena de vueltas por la cubierta, durante todo el viaje». Christian, a pesar de que anteriormente había sido el favorito de Bligh, no escapó de la ira del capitán. Le humillaba frecuentemente —algunas veces frente a la tripulación y los tahitianos— a causa de faltas reales o imaginarias, mientras que se aplicaban castigos severos a hombres cuyos descuidos llevaron al robo o pérdida de equipo. Los latigazos, raramente administrados durante el viaje de ida, ahora eran cada vez más comunes. Tres hombres desertaron el 5 de enero de 1789 —Charles Churchill, John Millward y William Muspratt— tomando un pequeño barco, armas y munición. Muspratt había sido azotado recientemente por negligencia. Entre las pertenencias que Churchill dejó en el Bounty se encontraba una lista de nombres que Bligh creyó que podrían ser de cómplices en la deserción —el capitán posteriormente afirmó que los nombres de Christian y Heywood estaban en la lista—. Bligh fue persuadido de que su protegido no planeaba desertar y olvidó el asunto. Churchill, Millward y Muspratt fueron encontrados tres semanas después y se los azotó al volver al barco.
El trabajo aumentó a partir de febrero; se colocaron en tiestos y llevaron al navío más de mil árboles del pan, que llenaron el gran camarote. El Bounty se aprestó para el largo viaje de vuelta. Los hombres en muchos casos se lamentaban por la pérdida inminente de su cómoda vida junto a los tahitianos. Bligh estaba impaciente por zarpar. Sin embargo, como apuntó el historiador Richard Hough: Bligh «fue incapaz de prever cómo reaccionaría su compañía a la dureza y austeridad de la vida en el mar ... tras cinco meses de vida disoluta y hedonista en Tahití». El 1 de abril de 1789, los preparativos estaban listos y el navío zarpó cuatro días después, tras una afectuosa despedida de Tynah y su esposa.

### Vuelta a Gran Bretaña
Tanto Hough como Alexander afirman que los hombres del Bounty no eran proclives a amotinarse al dejar Tahití, pese a lamentar su partida. El diario del ayudante de contramaestre James Morrison apoya esta conclusión. Hough sugiere que los acontecimientos que ocurrieron poco después tuvieron su origen en sucesos acontecidos en las tres semanas que siguieron a la partida, cuando la rabia e intolerancia de Bligh alcanzaron proporciones paranoicas. Christian era su particular blanco, teniendo que soportar continuamente la cólera del capitán. Bligh ignoraba los efectos de su comportamiento en los oficiales y la tripulación, olvidaba instantáneamente esas exhibiciones e intentaba retomar unas relaciones sociales normales.
El Bounty ancló en Nomuka, en las islas de los Amigos (actual Tonga), el 22 de abril de 1789 con la intención de aprovisionarse de madera, agua y alimentos, ya que era la última parada antes del estrecho de Endeavour. Bligh había visitado las islas con Cook y sabía que los habitantes locales podrían comportarse de forma imprevisible. Puso a Christian al mando de un destacamento encargado de encontrar agua y lo equipó con mosquetes, pero al mismo tiempo ordenó que las armas se quedaran en el bote y no se llevaran a tierra. El grupo se vio acosado y amenazado, mas no fue capaz de contraatacar por habérsele negado el uso de armas. Christian regresó al Bounty sin completar la tarea y Bligh lo tachó de «maldito canalla cobarde». Más desórdenes en tierra resultaron en el robo de una pequeña ancla y de una azuela, por lo que Bligh reprendió una vez más a Fryer y Christian. En un intento vano por recuperar los objetos robados, Bligh detuvo brevemente a los jefes de la isla a bordo del navío. Cuando finalmente dio órdenes de hacerse a la mar, nada de lo robado se había recuperado.
Christian estaba desesperado el 27 de abril, depresivo y cabizbajo. Su humor empeoró cuando Bligh lo acusó de robar cocos de la despensa particular del capitán. Bligh castigó a toda la tripulación por el robo, retirando su ración de ron y reduciendo la de comida a la mitad. Christian lo encontraba intolerable y consideró construir una pequeña balsa, con la cual podría escapar a una isla y probar suerte con los nativos. Tal vez obtuviera madera para tal fin de manos de Purcell. En cualquier caso su descontento se hizo de conocimiento público entre el resto de los oficiales. George Stewart y Edward Young, dos de los jóvenes caballeros, le imploraron para que no desertase; Young le aseguró que tendría el apoyo de casi todos a bordo para tomar el Bounty y deponer a Bligh. Stewart le dijo que la tripulación estaba «lista para cualquier cosa».

## Motín

### Toma

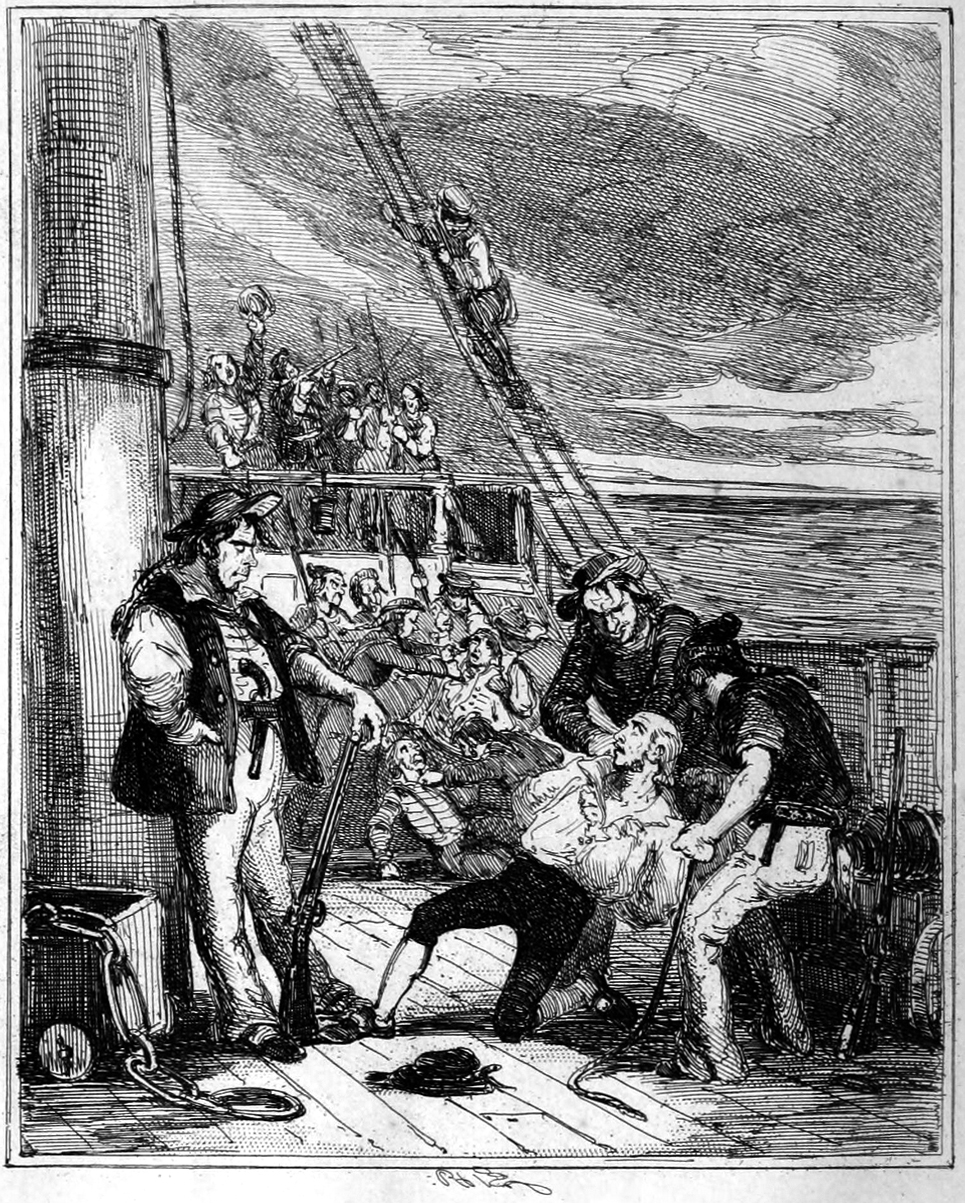
Christian y los amotinados toman el Bounty. Grabado de Hablot Knight Browne en 1841.

El Bounty estaba a 56 km al sur de la isla de Tofua en las primeras horas del día 28 de abril de 1789. Christian decidió actuar tras una noche sin dormir. Sabía qué tripulantes probablemente le apoyarían tras las discusiones con Young y Stewart, conociendo el nombre de muchos más tras conversar con Quintal e Isaac Martin. Christian tomó el control de la cubierta superior con la ayuda de esos hombres; a aquellos que cuestionaban sus acciones se les ordenó permanecer en silencio. Hacia las 05:15 bajó de la cubierta, echó a Hallett, quien dormía sobre el arca con los mosquetes, y distribuyó las armas entre sus seguidores antes de tomar el camarote de Bligh. Tres hombres prendieron al capitán y le ataron las manos, amenazando con matarlo si daba la voz de alarma; Bligh «gritó lo más alto que pudo con la esperanza de obtener auxilio». El escándalo despertó a Fryer, que desde su camarote en el lado opuesto vio a los amotinados llevarse a Bligh. Estos ordenaron a Fryer que «se acostara otra vez y callara o era hombre muerto».
Bligh fue llevado al alcázar, con las manos atadas con una cuerda sujeta por Christian, quien portaba una bayoneta; algunos relatos afirman que Christian llevaba un peso prendido del cuello para poder saltar por la borda y ahogarse en el caso de que el motín fracasase. Otros se habían despertado por los ruidos y dejaron sus camas para unirse al revuelo. No estaba claro en ese momento quién formaba parte del motín y quién no. Hough describe la escena: «Todos estaban, más o menos, haciendo ruido, tanto maldiciendo, como haciendo burlas o simplemente gritando por mera satisfacción». Bligh no paraba de gritar exigiendo su liberación, algunas veces llamando a los hombres por su nombre y a veces ordenando «¡derribad a Christian!». A Fryer se le permitió brevemente ir a la cubierta superior y conversar con Christian, pero luego se le obligó a volver al interior del buque a punta de bayoneta; según Fryer, Christian le dijo: «Estoy en el infierno desde hace semanas. El capitán Bligh se lo ha ganado él mismo».
Christian inicialmente pensó en dejar a Bligh a la deriva en el esquife del Bounty junto con el empleado John Samuel y dos guardia marinas leales al capitán, Hayward y Hallett. Se descubrió que el bote no estaba en condiciones de navegar, así que ordenó lanzar uno mayor, con capacidad para alrededor de diez hombres. Sin embargo, Christian y sus aliados sobrestimaron las dimensiones del motín —por lo menos la mitad de los hombres estaban dispuestos a partir con Bligh—. Así, finalmente arriaron el mayor bote del navío, de 7 m de largo. Los leales al capitán recogieron sus posesiones en las horas siguientes y subieron al bote. Entre ellos estaba Fryer, que con la aprobación de Bligh, pidió permiso para permanecer a bordo del Bounty —según él, con la esperanza de conseguir retomar el control del mismo—; Christian le obligó a subir al bote. La embarcación inmediatamente mostró su sobrecarga: más de veinte personas estaban ya a bordo y algunas más trataban de subir a ella. Christian ordenó volver al Bounty a Charles Norman y Thomas McIntosh, los dos ayudantes del carpintero, y a Joseph Coleman, el armero, ya que consideraba su presencia vital para poder hacer navegar el Bounty con una tripulación reducida. Estos obedecieron a regañadientes, pidiendo a Bligh que recordara que habían permanecido en el barco contra su voluntad. El capitán les aseguró: «No tengan miedo, muchachos, me aseguraré de que los traten como corresponde si consigo alcanzar Inglaterra».
Samuel salvó el diario del capitán, documentos y papeles del comisario de a bordo, pero se le obligó a dejar los mapas y cartas marítimas de Bligh, resultado de quince años de navegación. La lancha recibió comida y agua para cinco días, un sextante, una brújula, tablas náuticas y la caja de herramientas de Purcell. Los amotinados también arrojaron cuatro alfanjes al bote en el último momento. Diecinueve hombres subieron finalmente al bote, de los cuarenta y cuatro tripulantes del Bounty restantes, tras las muertes de Huggan y Valentine, dejándolo peligrosamente sobrecargado, con solo dieciocho centímetros de francobordo. Entre los veinticinco hombres que quedaron en el barco se incluían los amotinados armados, los leales que permanecieron contra su voluntad y otros para los que no había espacio en la lancha. La cuerda que unía las dos embarcaciones fue cortada alrededor de las 10:00; Bligh ordenó poco después que se izara una vela. Su destino inmediato era la isla de Tofua, marcada claramente en el horizonte por una columna de humo procedente de su volcán.

### Viaje de Bligh

Mapa mostrando los movimientos del Bounty (1788-1790)
Viaje del Bounty a Tahití y lugar del motín, 28 de abril de 1789
Viaje en bote de Bligh hasta Kupang, Timor, entre el 2 de mayo y el 14 de junio de 1789
Movimientos del Bounty bajo la dirección de Christian tras el motín, del 28 de abril de 1789 en adelante

Bligh esperaba encontrar comida y agua en Tofua, entonces seguir hacia la cercana isla de Tongatapu y buscar la ayuda del rey Poulaho (al que conocía del viaje con Cook) para conseguir provisiones para llegar a las Indias Orientales Neerlandesas. Hubo encuentros con los nativos en Tofua que inicialmente fueron amistosos, sin embargo, acabaron tornándose amenazantes a medida que el tiempo pasaba. El 2 de mayo, cuatro días después de su llegada, Bligh se dio cuenta de que el ataque era inminente. Ordenó a sus hombres volver al mar poco antes de que los nativos tomaran la cuerda de popa del bote e intentaran arrastrarlo hacia tierra. Bligh, con sangre fría, guio al último grupo de marineros en tierra y sus provisiones hacia el bote. El intendente John Norton se lanzó al agua para intentar liberar la cuerda de los nativos; fue inmediatamente atacado y apedreado hasta la muerte.
El bote consiguió huir a alta mar, donde la tripulación reconsideró sus opciones. Una visita a Tongatapau u otra isla podría acarrear consecuencias de una violencia similar; Bligh calculó que su mejor oportunidad de salvación era navegar directamente hacia el asentamiento neerlandés de Kupang en Timor, usando las provisiones a bordo. Se trataba de un viaje de aproximadamente 6500 kilómetros hacia el oeste, atravesando además el estrecho de Endeavour, por lo que serían necesarias raciones diarias de una onza de pan y un cuarto de vaso de agua para cada hombre. El plan fue acordado unánimemente.
El clima fue húmedo y tempestuoso desde el inicio, con mares agitados amenazando constantemente con hundir el bote. Cuando el sol aparecía, Bligh escribía: «nos daba tanto placer como un día de invierno en Inglaterra». Se esforzó para mantener su diario durante el viaje, observando, diseñando y cartografiando mientras navegaban hacia occidente. Contaba historias sobre sus experiencias anteriores en el mar para intentar mantener la moral, haciendo que los hombres cantaran y ocasionalmente rezaba. El bote protagonizó el primer paso de europeos por las Fiyi, sin embargo no osaron detenerse por la reputación de caníbales que tenían los nativos. Bligh relató el 17 de mayo: «nuestra situación era miserable; siempre mojados, y sufriendo frío extremo... sin ningún abrigo del clima».
El cielo clareó una semana después y las aves comenzaron a aparecer, señalando la proximidad de tierra. Avistaron la Gran Barrera de Coral el 28 de mayo; Bligh encontró un espacio navegable y dirigió el bote hacia una tranquila laguna. Desembarcaron durante la tarde en una pequeña isla y encontraron ostras y bayas en abundancia, comiéndolas vorazmente. El grupo exploró el norte de la isla durante los cuatro días siguientes, conocedores de que sus movimientos estaban siendo vigilados por los nativos. Las discordancias comenzaron a aparecer; tras un desencuentro entre Bligh y Purcell, Bligh agarró un alfanje y desafió al carpintero a luchar. Fryer dijo a Cole que arrestara al capitán, pero cedió al amenazarle Bligh con matarle si interfería.
El bote pasó por el cabo York el 2 de junio, en el extremo norte de Australia. Bligh viró al suroeste y navegó por un laberinto de bancos de peces, arrecifes, bancos de arena y pequeñas islas. La ruta tomada no fue el estrecho de Endeavour, sino un pasaje más al sur que después pasó a conocerse como el canal del Príncipe de Gales. En aquella tarde ellos alcanzaron el mar de Arafura, faltando todavía 2000 km hasta Kupang. Los ocho días siguientes fueron algunos de los más difíciles de todo el viaje, con muchos hombres a punto de desfallecer el día 11 de junio. El día siguiente avistaron Timor y Bligh escribió: «es imposible para mí describir el placer que la bendición de ver esa tierra difundió entre nosotros». Entraron en el puerto de Kupang el 14 de junio con una bandera británica improvisada.
Bligh relató el motín a las autoridades en Kupang y escribió a su esposa: «sepa ahora, mi querida Betsey, que he perdido el Bounty ...». El botánico Nelson rápidamente sucumbió al severo clima de Kupang y murió. Los supervivientes partieron para Batavia (actual Yakarta) el 20 de agosto para esperar un navío con destino a Europa; el cocinero Thomas Cook también murió, tras permanecer enfermo por semanas. Bligh consiguió pasajes para sí, su empleado Samuel y su criado John Smith, partiendo el 16 de octubre de 1789. Cuatro de los supervivientes restantes —el asistente de maestre Elphinstone, el intendente Peter Linkletter, el carnicero Robert Lamb y el ayudante de cirujano Thomas Ledward— murieron en Batavia o en el viaje de retorno a Gran Bretaña.

### ElBountybajo Christian
Christian dividió los efectos personales de los lealistas entre la tripulación restante tras la partida del bote de Bligh, arrojando los árboles del pan al mar. Reconoció que Bligh podría sobrevivir e informar del motín, y que en cualquier caso el no retorno del Bounty llevaría a una misión de búsqueda, con Tahití como primer lugar en el que buscar. De esa forma Christian llevó el navío a la pequeña isla de Tubuai, aproximadamente a 830 km al sur de Tahití. Tubuai había sido descubierta y rudamente cartografiada por Cook; salvo por un único pequeño canal, la isla estaba totalmente rodeada por un arrecife que podría, Christian pensó, ser fácilmente defendida ante un ataque venido del mar.

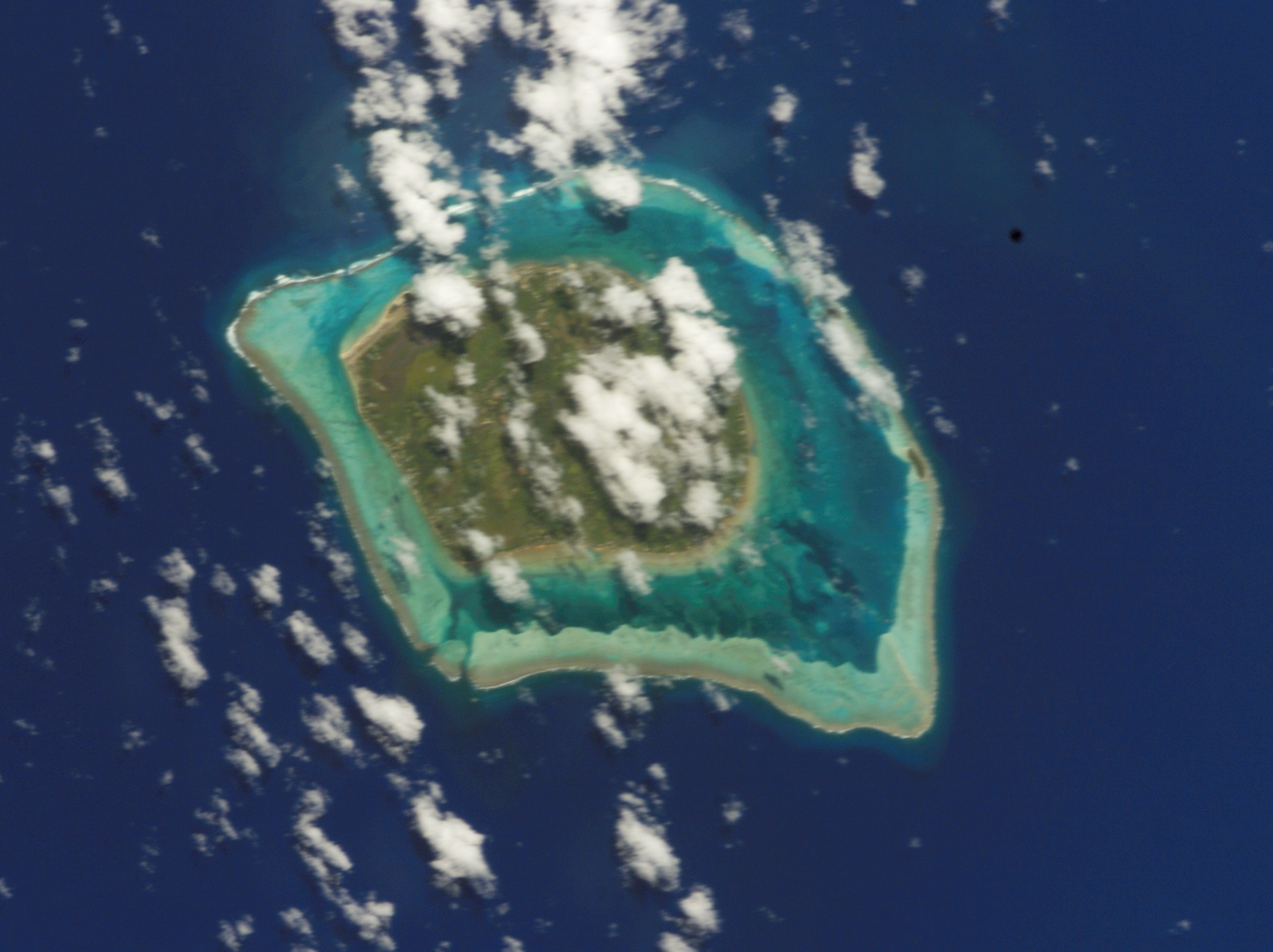
Tubuai, donde Christian primeramente consideró establecerse con los amotinados; la isla está rodeada prácticamente en su totalidad por un arrecife de coral

El Bounty llegó a Tubuai el 28 de mayo de 1789. La recepción de la población nativa fue hostil; cuando una flotilla de canoas de guerra se dirigieron al navío Christian usó un cañón para repeler a los agresores. Al menos una docena de guerreros murieron y el resto huyeron. Sin desanimar, Christian y un destacamento armado inspeccionaron la isla y decidieron que era apropiada para sus propósitos. Sin embargo, ellos necesitaban mujeres y dóciles trabajadores nativos para establecer un asentamiento permanente. Era más probable que consiguieran ambos en Tahití, hacia donde zarpó el Bounty el 6 de junio. Christian inventó una historia en la que Bligh, Cook y él estaban fundando un nuevo asentamiento en Aitutaki, para de este modo conseguir la cooperación de los jefes tahitianos. El nombre de Cook garantizó generosos presentes de ganado y otros bienes, con el Bounty bien aprovisionado retornando a Tubuai el 16 de junio. A bordo también estaban unos 30 hombres y mujeres tahitianos, algunos de los cuales se encontraban allí engañados.
Durante los siguientes dos meses Christian y sus hombres trataron de establecerse en Tubuai. Comenzaron a construir un gran cercado rodeado por un foso al que llamaron «Fort George» (Fuerte Jorge, en honor al rey británico), para dotarse así de una fortaleza segura en caso de ataque por tierra o mar. Christian intentó entablar relaciones amistosas con los jefes de los nativos, pero su grupo no fue bien recibido. Hubo enfrentamientos persistentes con la población nativa, principalmente en asuntos referentes a la propiedad y a las mujeres; el punto culminante fue una batalla campal en la que 66 nativos perecieron y muchos resultaron heridos. El descontento entre el grupo del Bounty era creciente y Christian sentía que su autoridad se desvanecía. Organizó un encuentro para discutir planes futuros y ofreció voto libre. Ocho —el núcleo duro de los amotinados— permanecieron fieles a Christian, pero dieciséis deseaban regresar a Tahití y probar suerte allí. Christian aceptó esta decisión; tras dejar a la mayoría en Tahití él «navegaría viento en popa y... tomaría tierra en la primera isla a la que el barco le dirija. Después de lo que he hecho no puedo quedarme en Tahití».

### Separación de los amotinados
Cuando el Bounty retornó a Tahití, el 22 de septiembre, el recibimiento fue mucho menos efusivo que la vez anterior. Los tahitianos sabían por boca de la tripulación de otro buque británico que la historia de la fundación de un asentamiento en Aitutaki por Cook y Bligh era una invención y que Cook hacía tiempo que había muerto. A Christian le preocupaba que la reacción de los tahitianos fuera violenta, así que no permanecieron mucho en la isla. De los 16 hombres que habían votado por permanecer en Tahití, permitió a 15 quedarse; Joseph Coleman fue retenido en el barco puesto que Christian requería sus habilidades como armero. Esa tarde Christian embaucó a un grupo de tahitianos para subir a bordo del Bounty, principalmente a mujeres, para celebrar una fiesta. Una vez esta comenzó, cortó la amarra del ancla y el Bounty zarpó con sus invitados cautivos. Coleman escapó lanzándose al agua y llegó a tierra. Entre el grupo de secuestrados se encontraban seis mujeres ancianas, a las que Christian no encontraba utilidad; las dejó en tierra en la cercana isla de Moorea. La tripulación del Bounty constaba ahora de nueve amotinados —Christian, Young, Quintal, Brown, Martin, John Williams, William McCoy, John Mills y John Adams (conocido por la tripulación como «Alexander Smith»)— y 20 polinesios, de los que 14 eran mujeres.
Los 16 que permanecieron en Tahití comenzaron a organizar su vida allí. Un grupo liderado por Morrison y Tom McIntosh comenzó a construir una goleta, a la que llamaron Resolution, como el buque de Cook. Morrison no había sido un amotinado activo; en lugar de esperar a ser capturado de nuevo, confiaba en hacer navegar el barco hasta las Indias Orientales Neerlandesas y rendirse a las autoridades del lugar, esperando que tal acción confirmase su inocencia. El grupo de Morrison mantuvo la rutina y la disciplina naval, hasta el punto de celebrar la eucaristía cada domingo. Churchill y Matthew Thompson, por otro lado, eligieron una vida alcohólica y generalmente disoluta, que acabó en la muerte violenta de ambos; Churchill fue asesinado por Thompson, quien a su vez fue asesinado por los amigos nativos de Churchill. Otros, como Stewart y Heywood, se establecieron en una tranquila domesticidad; Heywood pasó gran parte de su tiempo estudiando el idioma tahitiano. Adoptó la vestimenta local y según la costumbre local, pasó a lucir numerosos tatuajes en su cuerpo.

## Castigo

### Misión de la HMSPandora
Cuando Bligh llegó a Inglaterra el 14 de marzo de 1790, las noticias del motín ya habían llegado a Gran Bretaña, por lo que fue agasajado como un héroe. En octubre de 1790, en un consejo de guerra formal por la pérdida del Bounty, fue absuelto de la responsabilidad de la pérdida del buque y fue ascendido a post-captain. De forma anexa al consejo de guerra, Bligh presentó cargos contra Purcell por mala conducta e insubordinación; el antiguo carpintero recibió una reprimenda.
En noviembre de 1790 el Almirantazgo envió a la fragata HMS Pandora, con el capitán Edward Edwards al mando, para capturar a los amotinados y llevarlos de vuelta a Inglaterra para ser juzgados. Esta llegó a Tahití el 23 de marzo de 1791 y en cuestión de unos pocos días los 14 supervivientes del Bounty se habían rendido o habían sido capturados. Edwards no hizo distinción entre los amotinados y aquellos que quedaron retenidos en el Bounty contra su voluntad; todos fueron encarcelados en una prisión especialmente construida en el alcázar de la Pandora, apodándola «la caja de Pandora». La fragata permaneció en Tahití por cinco semanas mientras Edwards vanamente buscaba alguna pista del Bounty. El barco finalmente zarpó el 8 de mayo para buscar a Christian y el Bounty entre los miles de islas del Pacífico sur. Salvo por unos palos descubiertos en la isla Palmerston, no hallaron rastro alguno del barco fugitivo. Edwards continuó la búsqueda hasta agosto, cuando se dirigió al oeste, rumbo a las Indias Orientales Neerlandesas.

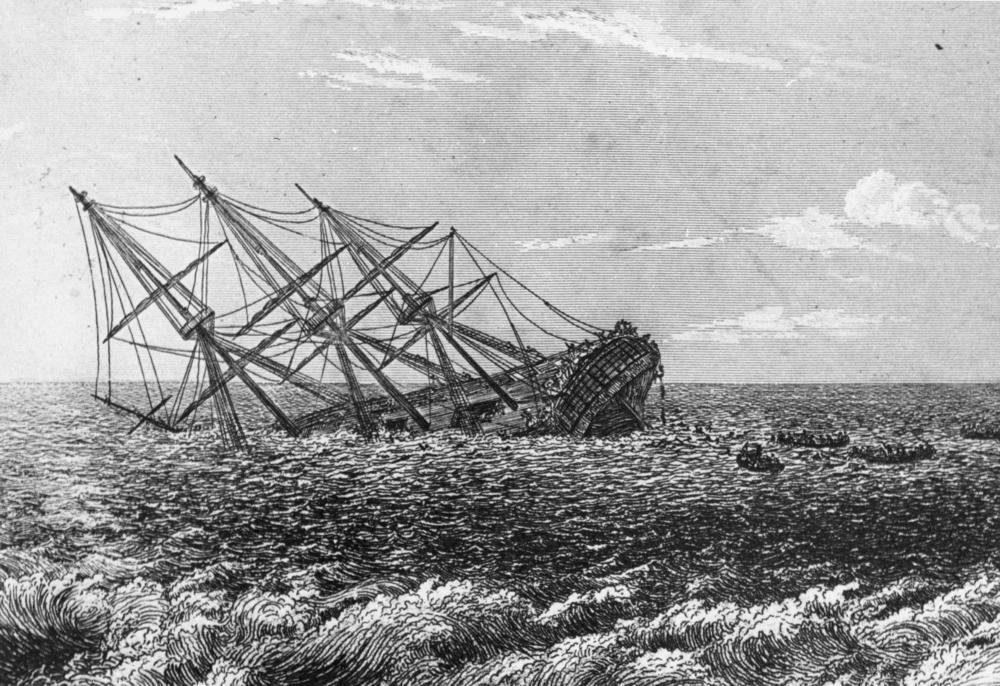
La HMS Pandora zozobrando, 29 de agosto de 1791; grabado de 1831 realizado por Robert Batty

El 29 de agosto de 1791 la Pandora encalló en el exterior de la Gran Barrera de Coral. Los hombres en la «caja de Pandora» fueron ignorados mientras la tripulación trataba de evitar que el navío zozobrara. Cuando Edwards dio la orden de abandonar el barco, el armero comenzó a retirar los grilletes de los prisioneros, pero el buque se hundió antes de que hubiera terminado. Heywood y otros nueve prisioneros escaparon; cuatro hombres del Bounty —Stewart, Henry Hillbrant, Richard Skinner y John Sumner— y 31 tripulantes de la Pandora se ahogaron. Los supervivientes, entre los que estaban los 10 prisioneros, embarcaron en un bote, iniciando un viaje que siguió en gran parte la ruta que siguiera Bligh dos años antes. Los prisioneros permanecieron atados de pies y manos hasta su llegada a Kupang el 17 de septiembre.
Los prisioneros fueron confinados durante siete semanas, primeramente en la prisión del lugar y posteriormente en un barco de la Compañía Neerlandesa de las Indias Orientales, antes de ser llevados a Ciudad del Cabo. El 5 de abril de 1792 embarcaron para Inglaterra en un buque de guerra británico, el HMS Gorgon, y llegaron a Portsmouth el 19 de junio. Allí fueron llevados al barco de guardia HMS Hector a la espera de juicio. Entre los prisioneros estaban detenidos tres lealistas —Coleman, McIntosh y Norman— a los que Bligh había prometido justicia, el violinista ciego Michael Byrne (o «Byrn»), Heywood, Morrison y cuatro amotinados activos: Thomas Burkett, John Millward, Thomas Ellison y William Muspratt. Bligh, a quien se le había encomendado una nueva misión en busca de árboles del pan al mando del HMS Providence, había abandonado Inglaterra en agosto de 1791, por lo que estaría ausente para los procesos judiciales pendientes del consejo de guerra.

### Consejo de guerra, veredicto y penas

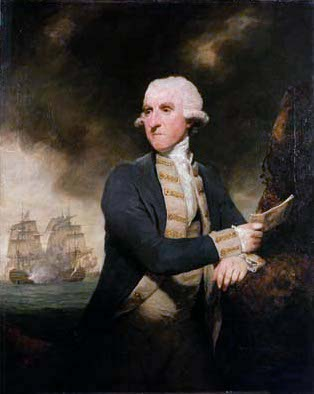
El almirante Samuel Hood presidió el consejo de guerra del Bounty.

El consejo de guerra inició su actividad el 12 de septiembre de 1792 en el HMS Duke en el puerto de Portsmouth, con Samuel Hood, comandante en jefe naval en Portsmouth, presidiendo. La familia de Heywood se aseguró de que este contara con asesores legales competentes; entre los demás acusados, únicamente Muspratt contó con asesoramiento legal. Los supervivientes del viaje en bote de Bligh tras el botín aportaron pruebas contra sus antiguos compañeros —los testimonios de Thomas Hayward y John Hallett fueron particularmente dañinos para los intereses de Heywood y Morrison, quienes afirmaban su inocencia ante toda intención de amotinamiento y que se habían rendido voluntariamente ante los hombres de la Pandora. La corte no objetó ante los testimonios de Coleman, McIntosh, Norman y Byrne, por lo que todos ellos fueron absueltos. El 18 de septiembre los seis acusados restantes fueron encontrados culpables por el motín y fueron condenados a muerte por ahorcamiento, con recomendaciones de misericordia para Heywood y Morrison «en consideración de varias circunstancias».
El 26 de octubre de 1792 Heywood y Morrison recibieron el perdón real del rey Jorge III y fueron liberados. Muspratt, mediante su abogado, consiguió un aplazamiento de su pena al recurrir que las normas del consejo de guerra le frenaron a la hora de llamar a Norman y Byrne como testigos en su defensa. Todavía estaba esperando el resultado cuando Burkett, Ellison y Millward fueron ahorcados desde la verga del mástil del HMS Brunswick en el muelle de Portsmouth el 28 de octubre. Algunos relatos afirman que el trío de condenados continuó proclamando su inocencia hasta el último momento, mientras que otros hablan de su «masculina firmeza que... era de la admiración de todos». Hubo cierta inquietud expresada en la prensa —la sospecha de que «el dinero había comprado las vidas de algunos y otros se vieron sacrificados por su pobreza». Se hablaba asimismo de que Heywood era heredero de una gran fortuna, pero tal testimonio era infundado; sin embargo, Dening afirma que «al final fue la clase, o las relaciones, o el clientelismo lo que marcó la diferencia». En diciembre Muspratt supo que era indultado y el 11 de febrero de 1793 recibió el perdón y fue liberado.

### Consecuencias
Muchos de los testimonios del consejo de guerra fueron críticos con la conducta de Bligh. Para cuando retornó a Inglaterra en agosto de 1793, tras haber transportado con éxito árboles del pan a las Indias Occidentales a bordo del Providence, la opinión pública y profesional se habían vuelto contra él. Se vio desdeñado en el Almirantazgo cuando fue a presentar su informe y permaneció diecinueve meses con la mitad de su salario antes de recibir una nueva misión. A finales de 1794 el jurista Edward Christian, hermano de Fletcher, publicó su Appendix (Apéndice) al proceso del consejo de guerra, que la prensa dijo que se publicaba para «paliar el comportamiento de Christian y los amotinados y desprestigiar al capitán Bligh». La posición de Bligh se vio aún más minada cuando el artillero Peckover confirmó que mucho de lo que se alegaba en el Appendix era cierto.
Bligh capitaneó el HMS Director en la batalla de Camperdown en octubre de 1797 y el HMS Glatton en la batalla de Copenhague en abril de 1801. En 1805, mientras capitaneaba el HMS Warrior, fue juzgado en un consejo de guerra por uso de lenguaje inapropiado hacia sus oficiales y reprendido. En 1806 fue nombrado gobernador de Nueva Gales del Sur, en Australia; después de dos años en el cargo un grupo de oficiales del ejército lo arrestó y depuso en la llamada Rebelión del Ron. Tras su regreso a Inglaterra, Bligh fue ascendido a contralmirante y en 1811 a vicealmirante, pero no recibió ninguna designación naval posterior. Murió, con 63 años, en diciembre de 1817.
De los amotinados indultados, Heywood y Morrison volvieron a la Armada. Heywood adquirió el apoyo de Samuel Hood y en 1803, a la edad de treinta y un años, alcanzó el rango de capitán. Tras una carrera distinguida murió en 1831. Morrison se convirtió en maestro artillero y desapareció en 1807, cuando el HMS Blenheim naufragó en el océano Índico. De Muspratt, se cree que trabajó como camarero naval antes de morir, como muy tarde, en 1798. Los otros principales participantes en el consejo de guerra —Fryer, Peckover, Coleman, McIntosh y otros— generalmente desaparecieron de la esfera pública tras el fin del proceso judicial.

## Pitcairn

### Asentamiento
Tras dejar Tahití el 22 de septiembre de 1789, Christian dirigió el Bounty hacia el oeste en busca de un puerto seguro. Entonces formó la idea de asentarse en la isla Pitcairn, lejos al este de Tahití; la isla había sido descubierta en 1767, pero su localización exacta nunca se había verificado. Tras meses de búsqueda, Christian redescubrió la isla el 15 de enero de 1790, a 348 km al este de la posición registrada. Este error longitudinal contribuyó a la decisión de los amotinados de asentarse allí.

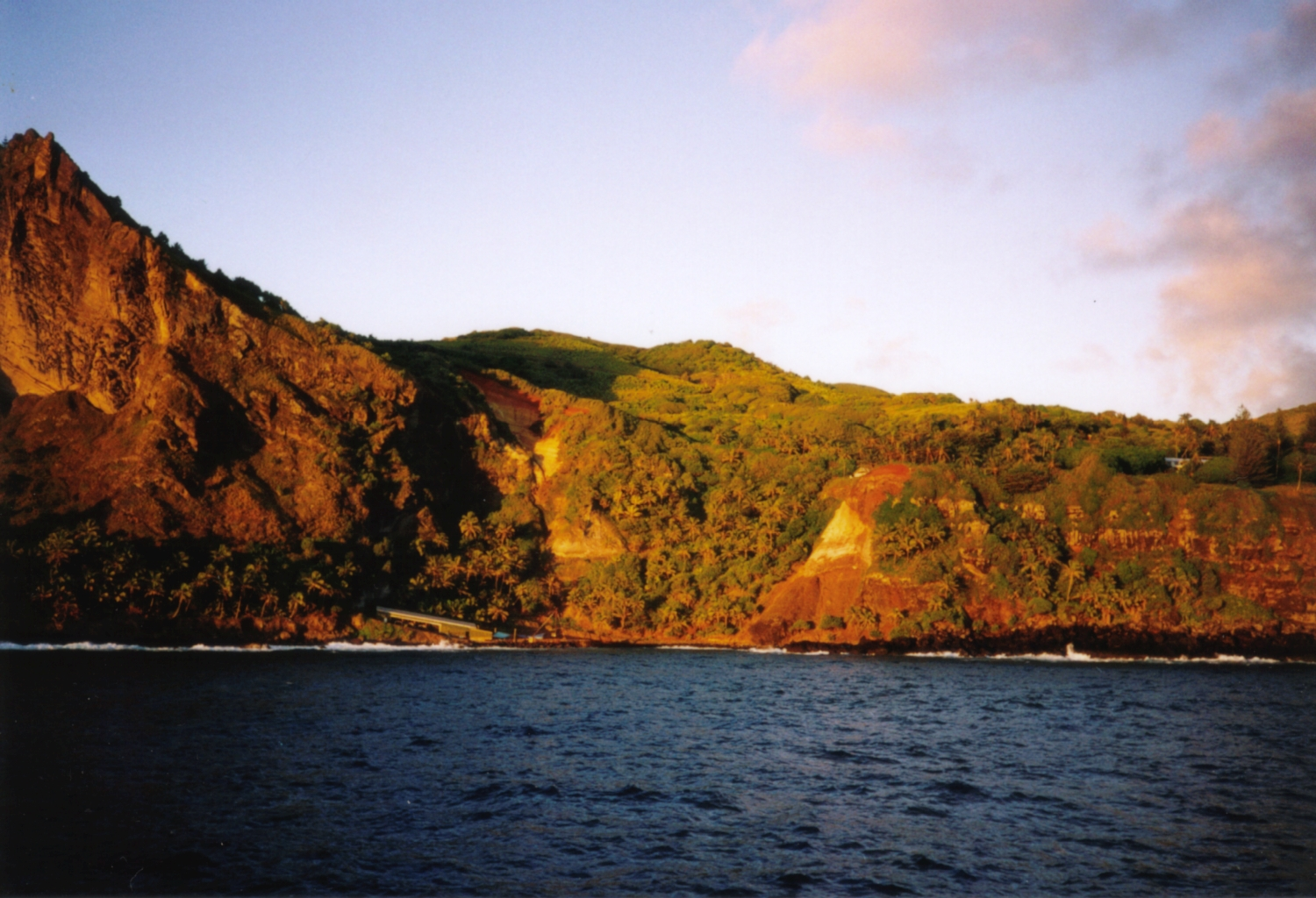
Bounty Bay (bahía Bounty), isla Pitcairn, donde el HMS Bounty fue quemado el 23 de enero de 1790.

Tras el arribo el barco fue descargado y privado de la mayoría de sus mástiles y palos para usarlos en la isla. Fue quemado y destruido el 23 de enero, bien como una precaución acordada por los amotinados para evitar que se los descubriera o bien como fruto de una actuación no autorizada por parte de Quintal. En cualquier caso, ya no había medios para escapar de la isla. La isla se mostró como un puerto idóneo para los amotinados, deshabitada, virtualmente inaccesible, con abundante comida, agua y tierra fértil. Por un tiempo, los amotinados y sus rehenes tahitianos convivieron en paz. Christian se estableció con Isabela; tuvieron hijos, entre los que destacó Thursday October Christian. La autoridad de Christian como líder se fue diluyendo gradualmente y se volvió propenso a largos periodos de melancolía e introspección.
Tensiones y rivalidades fueron surgiendo gradualmente, ya que los británicos percibían a los tahitianos como seres de su propiedad, en particular a las mujeres que, según Alexander, se «pasaban de un "marido" a otro». En septiembre de 1793 el asunto degeneró en violencia extrema, cuando cinco de los amotinados —Christian, Williams, Martin, Mills y Brown— fueron asesinados por los tahitianos. Christian se vio atacado mientras trabajaba en el campo. Primero recibió un disparo y finalmente fue rematado con un hacha; sus últimas palabras, supuestamente, fueron: «Oh, dear!». Las luchas continuaron posteriormente y para 1794 los seis hombres tahitianos habían muerto, bien a manos de las viudas de los amotinados asesinados o entre ellos.
Dos de los cuatro amotinados supervivientes, Young y Adams, asumieron el liderazgo y aseguraron una calma tenue, que se vio rota por la embriaguez de McCoy y Quintal cuando este último destiló una bebida alcohólica a partir de una planta local. Algunas de las mujeres trataron de dejar la isla en un bote improvisado, pero no pudieron hacerlo navegar satisfactoriamente. La vida continuó con dificultades hasta el suicidio de McCoy en 1798. Un año después, cuando Quintal profirió amenazas de muerte y sembró el caos, Adams y Young le mataron y restauraron así la paz.

### Descubrimiento

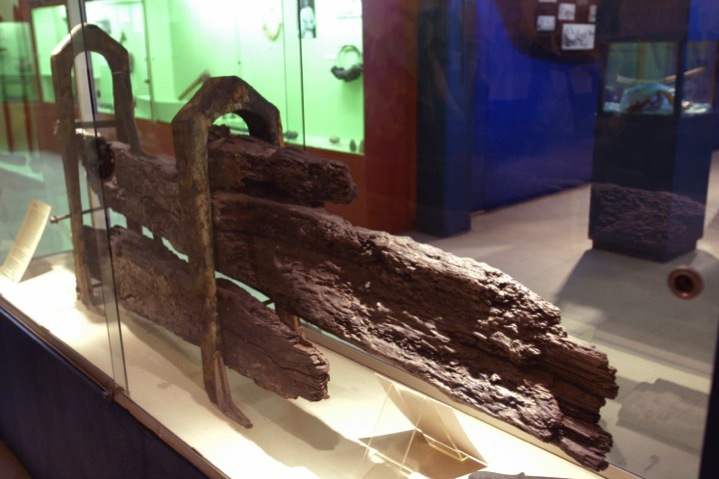
Restos del timón del Bounty, recuperados de la isla Pitcairn y preservados en un museo de Fiyi.

Tras la muerte de Young por asma en 1800, Adams asumió la responsabilidad de la educación y el bienestar de las nueve mujeres restantes y de los diecinueve niños. Usando la Biblia del Bounty, los alfabetizó y cristianizó, al tiempo que mantuvo la paz en la isla. Esta era la situación en febrero de 1808, cuando el barco cazador de focas Topaz de bandera estadounidense arribó de manera inesperada a la isla, tomó tierra y descubrió la para entonces floreciente comunidad. Las noticias del descubrimiento del Topaz no llegaron a Gran Bretaña hasta 1810, pero el Almirantazgo, preocupado por la guerra contra Francia, no les prestó atención. En 1814, dos barcos de guerra británicos, HMS Briton y HMS Tagus, se toparon con la isla. Entre los que recibieron a los marineros se encontraban Thursday October Christian y el hijo de Edward Young, George. Los capitanes Thomas Staines y Philip Pipon informaron de que el hijo de Christian mostraba en «su benevolente semblante, todas las características de un verdadero rostro inglés». En tierra encontraron una población de cuarenta y seis isleños mayoritariamente jóvenes, liderados por Adams, de quien dependía, claramente para ellos, el bienestar de todos los isleños.
Tras recibir el informe de Staine, el Almirantazgo decidió no tomar medidas. En los años siguientes, muchos barcos llegaron a la isla Pitcairn y sus tripulaciones escucharon varias historias sobre la fundación del asentamiento de boca de Adams. Adams murió en 1829, siendo honrado como fundador y padre de una comunidad que durante el siglo siguiente alcanzó la fama como ejemplo de la moral victoriana. Durante años los isleños han vendido muchos objetos recuperados del Bounty como souvenirs; en 1999 se creó el Proyecto Pitcairn como un consorcio de entes académicos e históricos australianos para registrar y documentar todos los materiales que permanecen en la isla, como parte de un detallado estudio del desarrollo del asentamiento.

## Impacto cultural
La percepción de Bligh como un tirano autoritario comenzó con el Appendix de Edward Christian en 1794. Además del diario de Bligh, el primer relato publicado sobre el motín fue el de John Barrow en 1831. Barrow era amigo de la familia Heywood; su libro mitigó el papel de Heywood e hizo hincapié en la severidad de Bligh. El libro también inició la leyenda de que Christian no había muerto en Pitcairn, sino que de algún modo había retornado a Inglaterra y había sido reconocido por Heywood en Plymouth, hacia 1808-09. Un testimonio escrito en 1870 por Diana Belcher, la hijastra de Heywood, exoneró aún más a Heywood y Christian y, según Alexander, «cimentó... muchas falsedades que se han introducido en la narrativa».

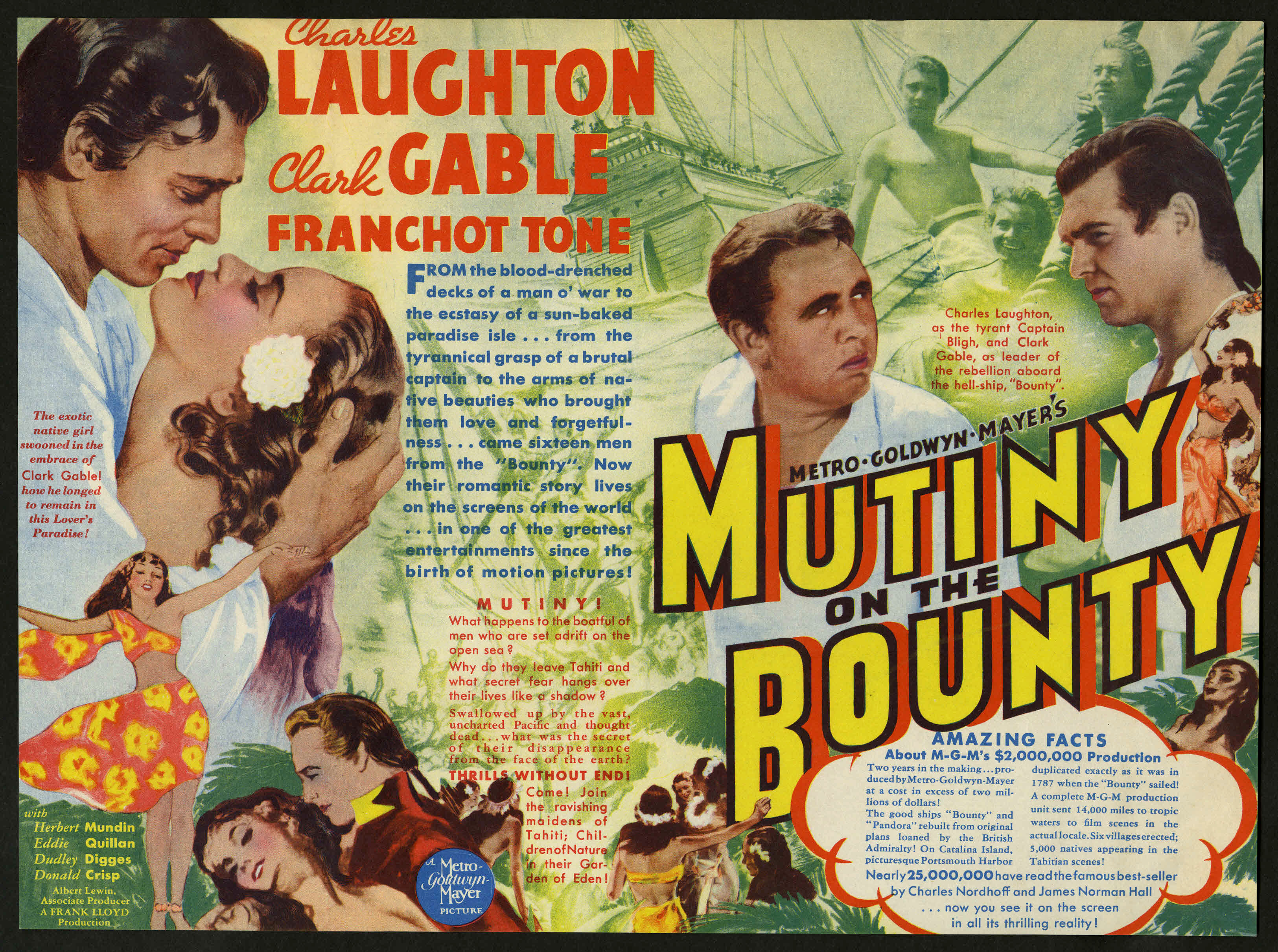
Cartel de la película de 1935 Mutiny on the Bounty, con Charles Laughton como Bligh y Clark Gable como Christian.

Sumándose a numerosos libros y artículos sobre el motín, el siglo XX trajo cinco películas al respecto. La primera, de 1916, titulada The Mutiny of the Bounty, fue una película muda australiana, posteriormente desaparecida. La segunda, de 1933, también de producción australiana, se tituló In the Wake of the Bounty y vio el debut en pantalla de Errol Flynn en el papel de Christian. El impacto de esta película se vio eclipsado por la versión de 1935 de la Metro-Goldwyn-Mayer Mutiny on the Bounty, basada en la novela homónima de Charles Nordhoff y James Norman Hall, con Charles Laughton y Clark Gable como Bligh y Christian. La historia del film se presentó, según Dening, como «el clásico conflicto entre la tiranía y una causa justa»; el retrato de Bligh protagonizado por Laughton quedó en la retina colectiva, «un sinónimo de tiranía sádica». Las dos películas siguientes fueron Mutiny on the Bounty (1962), con Trevor Howard y Marlon Brando, y The Bounty (1984), con Anthony Hopkins y Mel Gibson, que perpetuó la imagen de Bligh como un tirano y la de Christian, como un héroe trágico. La última película añadió cierto homoerotismo a la relación Bligh-Christian.
Entre los intentos de los historiadores por mostrar un Bligh más empático se encuentran Richard Hough (1972) y Caroline Alexander (2003). Hough retrata a un «capitán insuperable... iría con él llueva, truene o relampaguee, pero no le acompañaría ni un solo día en un barco en un mar calmado». Alexander presenta a Bligh como un hombre sumamente inquieto, atento al bienestar de su tripulación y totalmente dedicado a su labor. Fue desafortunado con su época; la historia del motín se hizo pública cuando los poetas románticos dominaban por primera vez el panorama literario. El principal defensor de Bligh fue Joseph Banks, mientras que Christian fue encumbrado por Wordsworth y Coleridge. «La poesía dirigía a la ciencia», reflejaba el análisis del libro de Alexander en The Baltimore Sun, «y ha mantenido su posición desde entonces». En 1998, en el avance de un documental de la BBC, Dea Birkett sugirió: «Christian contra Bligh ha venido a representar la rebelión contra el autoritarismo, una vida restringida contra una vida de libertad, la represión sexual contra la licencia sexual».

### En línea
- DARBY, Madge (2004). «Bligh, Sir Richard Rodney (1737–1821)». Oxford Dictionary of National Biography (en inglés). Oxford: Oxford University Press. doi:10.1093/ref:odnb/2648.  requiere suscripción
- DAVID, Andrew (2004). «Cook, James (1728–1779)». Oxford Dictionary of National Biography (en inglés). Oxford: Oxford University Press. doi:10.1093/ref:odnb/6140.  requiere suscripción
- ERSKINE, Nigel (1999). «Reclaiming the Bounty». Archaeology (en inglés) (Boston: Archaeological Institute of America) 52 (3). Consultado el 18 de mayo de 2015.
- FROST, Alan (2004). «Bligh, William (1754–1817)». Oxford Dictionary of National Biography (en inglés) (online edición). Oxford: Oxford University Press. doi:10.1093/ref:odnb/2650.  requiere suscripción
- «History of Pitcairn Island». Guide to Pitcairn (en inglés). Auckland: Government of the Islands of Pitcairn, Henderson, Ducie and Oeno. 2000. Consultado el 30 de abril de 2015.

### Periódicos
- LEWIS, Mark (26 de octubre de 2003). «'The Bounty': Fletcher Christian was the villain». The Baltimore Sun (en inglés) (Baltimore, Maryland). Archivado desde el original el 26 de junio de 2015. Consultado el 20 de mayo de 2015.
- MINOGUE, Tim (22 de marzo de 1998). «Blighs v Christians, the 209-year feud». The Independent (en inglés) (London). Consultado el 20 de mayo de 2015.